# Уньон-Панамерикана
Уньон-Панамерикана (исп. Unión Panamericana) — муниципалитет на западе Колумбии, на территории департамента Чоко. Входит в состав субрегиона Сан-Хуан. Административный центр — посёлок Лас-Анимас.

## История
Муниципалитет Уньон-Панамерикана был выделен в отдельную административную единицу 30 июля 1999 года.

## Географическое положение

Муниципалитет Уньон-Панамерикана

Граничит на севере и северо-востоке с территорией муниципалитета Сертеги, на западе — с муниципалитетом Эль-Кантон-де-Сан-Пабло, на юге — с муниципалитетом Истмина, на юго-востоке — с муниципалитетом Тадо. Площадь муниципалитета составляет 1600 км².

## Население
По данным Национального административного департамента статистики Колумбии, численность населения муниципалитета в 2015 году составляла 9592 человека.
Динамика численности населения муниципалитета по годам:
| 2005 | 2006 | 2007 | 2008 | 2009 | 2010 | 2011 | 2012 | 2013 | 2014 | 2015 |
| ---- | ---- | ---- | ---- | ---- | ---- | ---- | ---- | ---- | ---- | ---- |
| 8161 | 8294 | 8433 | 8572 | 8707 | 8851 | 8995 | 9144 | 9298 | 9447 | 9592 |

Согласно данным переписи 2005 года мужчины составляли 49,6 % от населения Уньон-Панамериканы, женщины — соответственно 50,4 %. В расовом отношении негры, мулаты и райсальцы составляли 92,3 % от населения муниципалитета; белые и метисы — 7,4 %; индейцы — 0,3 %.
Уровень грамотности среди всего населения составлял 90,1 %.

## Экономика
Основу экономики составляют добыча полезных ископаемых и лесозаготовка.